# Духовницький район
Духовницький райо́н рос. Духовницкий район — муніципальне утворення в Саратовській області. Адміністративний центр району — смт Духовницьке. Населення району — 12 507 чол.

## Географія
Розташований в північній частині області на лівому березі річки Волги. Багатство району — чорноземні ґрунти, найкращі в Лівобережжі.

## Історія
Район утворений 23 липня 1928 року як Липовський з центром в с. Липівка у складі Пугачовського округу Нижньо-Волзького краю. До його складу увійшла територія колишньої Липовської волості Пугачевського повіту Самарської губернії. В цьому ж році райцентр був перенесений в село Духовницьке і перейменований в  'Духовницький'.
З 1934 року район в складі Саратовського краю, з 1936 року — в Саратовській області.
В 1963–1965 роках район скасовано.
З 1 січня 2005 року район перетворений в муніципальне утворення Духовницький муніципальний район.

## Економіка
Район сільськогосподарський: виробник зерна, соняшнику, продукції тваринництва і кормів на зрошуваних землях. Тут знаходяться дві великі зрошувальні системи, які станом на 2010-і роки не функціонують. Переробна промисловість не розвинута, вироблена в районі сільськогосподарська сировина переробляється в основному на підприємствах міста Балаково.

## Пам'ятки
Архітектурно культурні пам'ятники: кургани (село Бриковка, I–II століття), церква в ім'я Покрови Божої Матері (село Липівка, 1826), дерев'яна церква з дзвіницею (село Нікольське, 1830).
Ліси: Маховський ліс, Григорівська лісова дача (дуб, сосна, береза, ільма).